# Histoire de l'art (revue)
Pour les articles homonymes, voir Histoire de l'art (homonymie).
Histoire de l’art est une revue de recherche et d’information qui publie les travaux des jeunes chercheurs en histoire de l’art, de l’Antiquité à la période contemporaine. Elle est éditée par l'Apahau (Association des professeurs d’archéologie et d’histoire de l’art des universités).

## Présentation
Histoire de l'art est fondée en 1988 par un groupe d’historiens de l’art, universitaires et conservateurs de musées réunissant, entre autres, Françoise Levaillant, Antoine Schnapper et Pierre Vaisse.
La revue est consacrée principalement à la jeune recherche et permet de faire connaître les résultats des travaux d’étudiants, doctorants et postdoctorants menés dans la discipline, au sein de deux numéros thématiques par an. Elle traite toutes les périodes, de l’Antiquité à la période contemporaine, et croise l’analyse des représentations, de l’image et du discours.
La revue est soutenue par l’Institut national d’histoire de l’art, la direction générale des Patrimoines (ministère de la Culture), le Centre national du livre et l’École du Louvre, dont des représentants sont membres du comité de rédaction.
Le siège de la revue est situé galerie Colbert, à Paris 2e.

### Rubriques
Des chercheurs établis, spécialistes des thématiques traitées, ouvrent le numéro par la rubrique « Perspectives ». La rubrique « Études » est ouverte aux jeunes auteurs, étudiants ou doctorants. Les « Chroniques » accueillent des comptes rendus de publications, expositions, manifestations et actualités scientifiques. Des articles « Varia » complètent le volume en ligne. La revue coopère depuis 2014 avec le Centre allemand d’histoire de l’art de Paris, qui sélectionne et fait traduire vers le français, pour chaque numéro, un article de langue allemande qui s’inscrit dans le thème de la revue. Depuis le numéro 82, paru en 2018, cette rubrique porte le titre « Accent allemand ».

### Diffusion en ligne
Fin juin 2021, les articles publiés dans le périodique depuis sa fondation en 1988 jusqu’en 2013 sont mis en ligne sur le portail Persée.
Début 2025, les numéros publiés à partir de décembre 2022 sont progressivement reversés sur la pépinière DeVisu, hébergé par l’Institut national d’histoire de l’art.

## Comité de rédaction

### Membres en 2025[13]
Rédactrice en chef : Dominique de Font-Réaulx, musée du Louvre (depuis 2018)
Secrétaire de rédaction : Delphine Wanes, université Paris 1 Panthéon-Sorbonne
- Gaëlle Beaujean, musée du Quai Branly – Jacques-Chirac
- Guillaume Biard, Aix-Marseille Université
- Denise Borlée, université de Strasbourg
- Annaïg Chatain, École du Louvre
- Bertrand Cosnet, université de Lille
- Jean-Baptiste Delorme, musée d’Art contemporain de la Haute-Vienne – château de Rochechouart
- Arianna Esposito, université Bourgogne-Europe
- Antonella Fenech, CNRS, Centre André-Chastel
- Elisabeth Fritz, Centre allemand d’histoire de l’art
- Emmanuel Lamouche, Nantes Université
- Stéphanie Leclerc-Caffarel, musée du Quai Branly – Jacques-Chirac
- Matthieu Lett, université Bourgogne-Europe
- Delphine Morana Burlot, université Paris 1 Panthéon-Sorbonne
- Camille Morando, musée national d’Art moderne – Centre Pompidou
- Édith Parlier-Renault, Sorbonne Université
- Thomas Renard, Nantes Université
- Pierre Sérié, université Clermont-Auvergne

### Ex-rédacteurs en chef
- Nabila Oulebsir
- Olivier Bonfait (2010-2014)
- Simon Texier (2014-2017)[14]

## Thématiques des numéros
- 1988 : no 1/2 : Architecture ; no 3 : Sculpture ; no 4 : Peinture
- 1989 : no 5/6 : Iconographie ; no 7 : Varia ; no 8 : Décors muraux
- 1990 : no 9/10 : La maison, la ville ; no 11 : Varia ; no 12 : Nature, paysage
- 1991 : no 13/14 : La photographie ; no 15 : Varia ; no 16 : Les arts décoratifs
- 1992 : no 17/18 : Architecture et arts du spectacle ; no 19 : Varia ; no 20 : Iconographie
- 1993 : no 21/22 : Collections et collectionneurs ; no 23 : Varia ; no 24 : Arts graphiques
- 1994 : no 25/26 : Varia ; no 27 : Monuments ; no 28 : L’art et le sacré
- 1995 : no 29/30 : Varia ; no 31 : Architecture ; no 32 : De la restauration à l’histoire de l'art
- 1996 : no 33/34 : Sur le XIXe siècle ; no 35/36 : Réception, diffusion
- 1997 : no 37/38 : Figures ; no 39 : La couleur
- 1998 : no 40/41 : Extrême-Orient ; no 42/43 : Architecture et décor
- 1999 : no 44 : Sur le XXe siècle ; no 45 : L’estampe et le livre illustré
- 2000 : no 46 : Iconographie ; no 47 : Personnalités et institutions
- 2001 : no 48 : Parure, costume et vêtement ; no 49 : Animalia
- 2002 : no 50 : Regards extérieurs. Études d’historiens étrangers sur l’art en France ; no 51 : Voyages
- 2003 : no 52 : Noir et blanc ; no 53 : Affinités : l’artiste et son public
- 2004 : no 54 : Architecture des Temps modernes ; no 55 : Art, pouvoir et politique
- 2005 : no 56 : Patrimoines et Institutions ; no 57 : Sculptures
- 2006 : no 58 : Peintures ; no 59 : Nouvelles approches en architecture
- 2007 : no 60 : Histoire de l’art et anthropologie ; no 61 : Les Arts décoratifs aujourd’hui
- 2008 : no 62 : Musées, collections, collectionneurs ; no 63 : Femmes à l’œuvre
- 2009 : no 64 : Interactions et transferts artistiques ; no 65 : Paysages urbains
- 2010 : no 66 : Art et érotisme ; no 67 : Art, science et technologie
- 2011 : no 68 : Les enjeux de la restauration ; no 69 : Parallèles entre les arts
- 2012 : no 70 : Approches visuelles : quel apport pour l’histoire de l’art ? ; no 71 : L’écrit dans l’œuvre
- 2013 : no 72 : L’art de la façade ; no 73 : Objets sacrés
- 2014 : no 74 : Représenter le travail ; no 75 : Figures de l’altérité
- 2015 : no 76 : XXe siècle : marges, récits ; no 77 : Mini/Maxi : questions d’échelles
- 2016 : no 78 : Collages ? ; no 79 : L’artiste-historien
- 2017 : no 80 : L’art et la fabrique de l’histoire ; no 81 : Animal, animalité
- 2018 : no 82 : Asie-Occident ; no 83 : 30 ans – 1988-2018.
- 2019 : no 84-85 : États du musée
- 2020 : hors-série : Fantasia [lire en ligne] ; no 86 : Grèce(s)
- 2021 : no 87 : Humanités numériques : de nouveaux récits en histoire de l'art ? ; no 88 : Limites : objets et matérialité
- 2022 : no 89 : Limites : méthodes et discipline ; no 90 : L’art à l’heure archéologique
- 2023 : no 91 : Ukraine ; no 92 : Reproductions
- 2024 : no 93 : Matières, matérialités, making ; no 94 : Art et autoritarismes